# Pönitentiar
Ein Pönitentiar (auch: Bußkanoniker) ist ein Mitglied eines Dom- oder Stiftskapitels, dem besondere Vollmachten in Fragen des Bußsakraments übertragen sind. Er ist bevollmächtigt, in allen solchen schwerwiegenden Fällen die Absolution zu erteilen, die sonst dem Bischof vorbehalten ist. 
Canon 508 des CIC bestimmt: 

„Der Bußkanoniker ebenso der Kathedral- wie einer Kollegiatkirche hat kraft seines Amtes die ordentliche Befugnis, die er aber anderen nicht delegieren kann, im sakramentalen Bereich von Beugestrafen loszusprechen, die nicht festgestellte Tatstrafen und nicht dem Apostolischen Stuhl vorbehalten sind; diese Befugnis bezieht sich innerhalb der Diözese auch auf Diözesanfremde und auf Diözesane auch außerhalb des Gebietes der Diözese.“

Die nächsthöhere Ebene ist die Apostolische Pönitentiarie in Rom.